# Vingt Cinq
Vingt Cinq è un centro abitato di Mauritius, situato nell'Isola Nord di Agalega, nella dipendenza di Agalega e Saint Brandon di cui è capoluogo.